# Cryptachaea jequirituba
Cryptachaea jequirituba là một loài nhện trong họ Theridiidae.
Loài này thuộc chi Cryptachaea. Cryptachaea jequirituba được Herbert Walter Levi miêu tả năm 1963.